# سوسری‌های قهوه‌ای‌پوش
سوسری‌های قهوه‌ای‌پوش (نام علمی: Cryptocercus) نام یک سرده از شاخه بندپایان است. نام تیره ای از تورینه‌بالان (سوسک‌ها و متحدان) و تنها عضو خانواده خود Cryptocercidae است. این گونه‌ها به عنوان «سوسری‌های چوبی» یا «سوسری‌های کلاه‌قهوه‌ای» شناخته می‌شوند.